# Румянцев, Сергей Васильевич (ректор)
Сергей Васильевич Румянцев (18 июля 1913 — 24 сентября 1990) — заместитель министра высшего образования СССР, заместитель министра высшего и среднего специального образования СССР, директор Казанского авиационного института, ректор Университета дружбы народов им. Патриса Лумумбы (ныне Российский университет дружбы народов), профессор, доктор технических наук.

## Биография
Румянцев С. В. родился 18 июля 1913 года в городе Костроме. Отец был кустарь-слесарь, а мать — кухаркой у начальницы Костромской женской гимназии. Родители рано умерли (1914 году — отец, 1919 — мать). С 1919 года по 1928 воспитывался в детских домах г. Костромы. В 1928 году окончил Школу фабрично-заводского ученичества (школа ФЗУ) и стал слесарем на Текстильной фабрике им. В. И. Ленина в г. Костроме. С 1929 по 1931 г. учился на вечернем рабфаке, который окончил без отрыва от производства. В 1937 г. с отличием окончил Московский авиационный институт по специальности «инженер-механик по авиадвигателестроению», после чего работал старшим мастером завода № 27 авиационной промышленности, а затем в системе высшего образования, в Казанском авиационном институте и Московском авиационном институте.
В 1943 г. Румянцев С. В. защитил кандидатскую диссертацию и стал доцентом, в 1956 — защитил докторскую диссертацию и был утверждён в учёном звании профессора.
С 1938 по 1953 годы работал заведующим кафедрой Казанского авиационного института (КАИ). С 1942 по 1943 — заместителем директора КАИ по научно-учебной работе, а затем с 1944 по 1946 — деканом моторостроительного факультета КАИ. С 1949 по 1953 Румянцев возглавлял Казанский авиационный институт, работая директором КАИ.
С 1955 по 1960 года Румянцев был заместителем министра высшего образования СССР, а затем заместителем министра высшего и среднего специального образования СССР. Являлся председателем Научно-технического совета Министерства.
В связи с учреждён постановлением Совета Министров СССР от 5 февраля 1960 Университета дружбы народов профессор Румянцев С. В. был назначен ректором и избран председателем Совета Университета. В качестве ректора Университета дружбы народов профессор Румянцев С. В. проработал десять лет, с 1960 по 1970 годы. С декабря 1970 г. С. В. Румянцев работал профессором кафедры «Теория воздушно-реактивных двигателей» Московского авиационного института.
Румянцев С. В. является создателем научных направлений по управлению процессами горения в поршневых и реактивных двигателях, оптимальному управлению двигателем в полёте, по системам автоматизированного проектирования (САПР) авиационных двигателей.
В 1963 г. Сергею Васильевичу было присвоено почетное звание «Заслуженный деятель науки и техники РСФСР».
Румянцев С. В. подготовил 12 кандидатов и докторов технических наук в период работы в КАИ, УДН и МАИ.
В 1926 году вступил в комсомол. В 1931 г. парторганизацией фабрики им. Ленина был принят кандидатом в члены ВКП(б), а в 1937 г. Ленинградским РК ВКП(б) Москвы — в члены ВКП(б).
Румянцев С. В. избирался членом Пленума Бауманского райкома КПСС города Казани, Казанского горкома партии, Татарского обкома партии, работал депутатом Казанского горсовета депутатов трудящихся. В 1961 был делегатом XXII съезда КПСС. Избирался членом парткома УДН и депутатом Московского городского совета депутатов трудящихся, членом коллегии Министерства высшего и среднего специального образования СССР. Был членом редколлегии журнала «Авиационная техника».
С. В. Румянцев неоднократно был делегатом от СССР на различных международных конгрессах, симпозиумах, конференциях и официальных визитах в Австрию, Индию, Румынию, КНР, Индонезию, Швейцарию, Японию, Чехословакию, Венгрию, Канаду, другие страны.

## Семейное положение
Жена — Румянцева Антонина Тимофеевна.
Дети — Ирина Сергеевна и Людмила Сергеевна.

## Награды
- Орден Ленина
- Орден Красной Звезды
- Орден Трудового Красного Знамени
- Медаль «За трудовую доблесть»
- Медаль «За доблестный труд в Великой Отечественной войне 1941—1945 гг.»

## Память
- Мемориальная доска на здании Казанского технического университета.
- Мемориальная доска в старом здании Университета дружбы народов в Москве на улице Орджоникидзе.